# Arnaldo Bologni
Arnaldo Bologni (Reggio Emilia, 23 agosto 1960) è un cavaliere italiano.

## Carriera
Ha partecipato a due Olimpiadi (Barcellona 1992, come riserva; Atlanta 1996, come titolare) negli sport di equitazione e salto ostacoli; quattro volte ai Campionati del mondo e tre volte ai campionati europei.
Ha vinto il Gran Premio Roma al Concorso ippico internazionale "Piazza di Siena" del 1995